# Хорощ (гмина)
Хорощ (пол. Choroszcz) — городско-сельская гмина в Польше, входит как административная единица в Белостокский повет Подляского воеводства. Население — 14 127 человек (на 2011 год).

## Демография
Данные по переписи 2011 года:
| Перепись            | Всего | Мужчины | Женщины |
| ------------------- | ----- | ------- | ------- |
| Всего               | 14127 | 7057    | 7070    |
| Городское население | 5732  | 2832    | 2900    |
| Сельское население  | 8395  | 4225    | 4170    |

## Поселения
1. Бабино
2. Баршчэво
3. Хорощ
4. Чаплино
5. Дзике
6. Дзике-Колёнъя
7. Гаёвники
8. Гаёвники-Колёнъя
9. Избишчэ
10. Ероники
11. Клепаче
12. Колёнъя-Чаплино
13. Коновалы
14. Косчуки
15. Крупники
16. Крушэво
17. Лыски
18. Миньце
19. Огродники-Баршчэвске
20. Олишки
21. Паньки
22. Порослы
23. Порослы-Колёнъя
24. Рогово
25. Рогово-Колёнъя
26. Рогово-Маёнтек
27. Рогувек
28. Рушчаны
29. Сенкевичэ
30. Сикоршчызна
31. Сливно
32. Турчын
33. Зачэрляны
34. Зачэрляны-Колёнъя
35. Злоторя
36. Злоторя-Колёня
37. Злоторя-Подлесе
38. Жултки
39. Жултки-Колёнъя

## Соседние гмины
1. Белосток
2. Гмина Добжинево-Дуже
3. Гмина Юхновец-Косцельны
4. Гмина Кобылин-Божимы
5. Гмина Лапы
6. Гмина Соколы
7. Гмина Туроснь-Косцельна
8. Гмина Тыкоцин